# اسلام چومگر
اسلام چومگر (به لاتین: Eslām Chūngar) یک منطقهٔ مسکونی در افغانستان است که در ولایت جوزجان واقع شده‌است. اسلام چومگر ۳۷۰ متر بالاتر از سطح دریا واقع شده‌است.